# Thư (văn học)
Thư là thể loại văn nghị luận cổ, viết cho một người nhận xác định và có chủ đích trước của người viết
Trong điều kiện báo chí chưa phát triển, phương thức thông tin còn hạn chế, thư là thể loại nghị luận dân chủ rất quan trọng để trình bày các ý kiến cá nhân về các vấn đề tư tưởng, học thuật, xã hội, chính trị đối với những người có trách nhiệm và trình độ. Ví dụ: Thư trả lời Vi Trung Lập bàn về đạo làm thầy của Liễu Tông Nguyên, Thư gửi Vương Thông của Nguyễn Trãi, Thư trả lời Hoàng Cao Khải của Phan Đình Phùng, Thư thất điều của Phan Chu Trinh, Hải ngoại huyết thư của Phan Bội Châu, Thư gửi An-be Xa-rô của Nguyễn Ái Quốc,...
Trong văn học cổ điển Việt Nam, thư là một thể loại văn chính luận quan trọng, có vị trí đáng kể trong đời sống, thể hiện tinh thần công dân của người dân.